# ميرساد تيرزيتش
ميرساد تيرزيتش مواليد 12 يوليو 1983 في جمهورية يوغوسلافيا الاشتراكية الاتحادية، هو لاعب كرة يد بوسني يلعب كظهير أيسر. يلعب حاليا مع نادي فيسبرم لكرة اليد ويحمل الرقم 30. مثل منتخب البوسنة والهرسك لكرة اليد.

## سجل المنافسة
شارك في البطولات التالية:
- بطولة العالم لكرة اليد للرجال 2015

## الإنجازات

### النادي
- الدوري المجري لكرة اليد:
  - الفوز: 2010، 2011، 2012، 2013، 2014، 2015
- دوري أبطال أوروبا لكرة اليد:
  - النهائي: 2015

## روابط خارجية
- ميرساد تيرزيتش على موقع الاتحاد الأوروبي لكرة اليد (الإنجليزية)